# BTJunkie
BTJunkie fue un motor de búsqueda avanzado para BitTorrent desde 2005 hasta 2012. Usaba una araña web (similar a Google) para recorrer Internet en busca de archivos torrent y almacenarlos en su base de datos. Tenía cerca de 4 000 000 de torrents activos y se añadían diariamente más de 4200 torrents (comparado con el segundo puesto, Torrent Portal, en el cual son 1500), haciéndolo el directorio de torrents más grande de Internet hasta su cierre en el 2012. En 2011, BTJunkie era el quinto sitio BitTorrent más popular.

## Características
BTJunkie indexaba trackers privados y públicos usando una araña web automática que escaneaba Internet en busca de archivos torrent. Las cookies se usaban para rastrear lo que se descarga de modo que el usuario no necesitaba registrarse para calificar los torrent. Las calificaciones y los comentarios dados por el usuario eran usados para ayudar a filtrar e identificar apropiadamente torrents maliciosos subidos al sitio web.

## Cierre

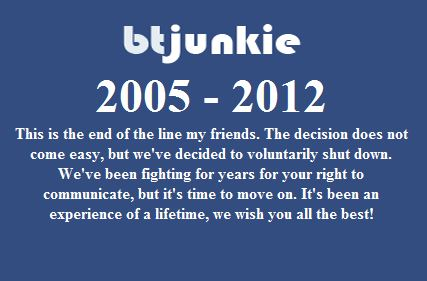
Mensaje que se podía leer en la web después de su cierre.

El 5 de febrero de 2012 BTJunkie decidió cerrar de forma voluntaria. En la página principal se podía leer el siguiente mensaje:

btjunkie
2005 - 2012
This is the end of the line my friends. The decision does not come easy, but we've decided to voluntarily shut down.
 We've been fighting for years for your right to communicate, but it's time to move on. It's been an experience of a lifetime, we wish you all the best!
btjunkie
2005 - 2012
Este es el final amigos. La decisión no ha sido fácil, pero hemos decidido cerrar el sitio voluntariamente.
 
Hemos luchado durante años por tu derecho a comunicarte, pero es tiempo de irnos. Ha sido una experiencia de toda una vida, ¡les deseamos lo mejor!